# Anacroneuria pallens
Anacroneuria pallens är en bäcksländeart som beskrevs av František Klapálek 1922. Anacroneuria pallens ingår i släktet Anacroneuria och familjen jättebäcksländor. Inga underarter finns listade i Catalogue of Life.